# Святой Фурса
Святой Фурса (Фурсей) Благочестивый (умер ок. 650 года) — святой, ирландский монах. День памяти — 16 января.
Святой Фурса или Фурсей (ирл. Fursa, также лат. Fursey, Fursaeus, Forseus, Fursy, Betha Fursa, Fhursa, итал. Furseo, в католиц. Transitus Beati Fursei, фр. Fursa of Peronne, Fursey of Lagny, Furcy) был ирландским монахом, который внёс большой вклад в дело утверждения и распространения христианства на Британских островах, землях Ирландии, Восточной Англии и Франции.

## Происхождение и ранние годы
Из сохранившихся немногочисленных и противоречивых источников VII, XII и XVII веков следует, что св. Фурса родился во второй половине VI века на юге Ирландии, на территории современной ирландской провинции Манстер и имел благородное происхождение, его отец — принц Финтан (англ. Fintan), а дед — Финлога (англ. Finloga), король Южного Манстера. Его мать — Гелгес (англ. Gelges) была дочерью Эйдфинна (Белого Хью) (англ. AedhFinn (Hugh the White)), короля Хай-Бриунов в Коннахте. Согласно преданию, родители св. Фурсы поженились без соблюдения должных формальностей королевского двора Эйдфинна и, снискав недовольство короля Финлога, искали защиту у дяди Финтана — святого Брендана Клонфертского (Мореплавателя) в монастыре на острове Инчикин (англ. Inisquin, Inchiquin или  Esbren) озера Лох-Корриб, где и был рождён мальчик, который был крещён именем Фурса. По одной из версий крестил мальчика сам св. Брендан. Мальчик был оставлен на острове, получил образование, и по прошествии лет принял монашеских постриг в монастыре под аббатством св. Мелдана (англ. Meldan).
По другой версии, Фурса родился в Коннахте среди Хай-Бриунов, родственников матери, и вскоре был возвращён в Манстер, где под присмотром епископов получил хорошее духовное воспитание и образование. Имея большие успехи в учёбе и благочестии, по достижении соответствующего возраста, он оставил родителей и с целью достижения большего совершенства отправился в монастырь на острове Инискуин, где служил аббатом св. Мелдан, ставший духовником св. Фурсы, а впоследствии и коллегой.
Какие бы споры не велись между историками о месте рождения святого, можно здесь подвести итог словами его современника — великого летописца, историка и мыслителя своего времени св. Беды Достопочтенного. — Фурса происходил из знатнейшего рода скоттов, но духом был ещё благороднее, чем рождением.

## Ирландия. Монастырь Киллурса
Около 625 года Фурса покинул монастырь св. Мелдана и основал свой монастырь неподалёку от местечка Ратмат (англ. Rathmat), на берегу озера Лох-Корриб в ирландском графстве Голуэй, где отдавал все свои силы изучению священных книг и монашеских правил и где смог всецело посвятить себя небесным наукам. Вскоре к нему примкнули многие верующие.
Самое распространённое название монастыря дошедшее до нас — Киллурса (англ. Killursa), хотя и встречаются и такие название так «Cill Fursa, Kill Fursa, Fursa’s Church (с английского — церковь Фурсы) и т.п».
Развалины церкви монастыря Киллурса сохранились до настоящего времени. Они расположенной на обширном кладбище в полутора километрах к западу от города Хедфорд, по дороге на Гринфилдс. Готический стиль сохранившееся элементов здания указывает на время постройки после вторжения норманн (около 1170). Сейчас Киллурса входит в католический приход города Хедфорда. На кладбище установлен памятник Св. Фурсе, как говорят местные жители — святой смотрит на каждого входящего. Местные жители верят, что именно здесь Св. Фурсе явились знаменитые «видения».

## Видения
Приблизительно в 627 году, должным образом устроив обитель, Фурса отправился в Манстер пригласить в монастырь своих родственников. Следуя отцовскими землями, он неожиданно и сильно заболел. Его перенесли в дом, где он оставался много часов между жизнью и смертью.
В это время ему являлись виденья, которые просветили его и сделали не только уникальным и известным в средневековой литературе, но и одним из самых известных ирландских святых VII века.
Видения св. Фурсы были очень популярны в средние века и послужили одним из источников «Божественной комедии» Данте. Часто они переписывались отдельно от истиной Истории и украшалось живописными подробностями.
Как повествует житие святого, он покинул своё тело и пребывал вне тела «с вечера до петушьего крика, удостоившись лицезреть ангельские сонмы и слышать их блаженное пение: „Святые приходят от силы в силу“ и далее, „Бог богов является на Сионе“ (83:8 „приходят от силы в силу, являются пред Богом на Сионе“).
Чувствуя, что как будто умер, он увидел св. Беоана и св. Мелдана. В видениях они наставляли его, объясняли суть духовной жизни монаха и священника, их обязанности, открыли ему понимание ужасных последствий гордыни и неповиновения, понимание природы греха. Святые учили его, что снискивая славу Божью трудом, постом и воздержанием, человек часто забывает о главных грехах: о гордыне, которая низвергает ангелов с Небес; об алчности, через которую наши прародители потеряли блаженство земного рая; о зависти, которая побудила Каина убить брата Авеля; о лжесвидетельстве, из-за которого Спаситель был осуждён; и, как следствие, человек смотрит на тяжкие в глазах Бога грехи как на лёгкие и наоборот. Первым делом нужно излечить душу от злобы и неправды.
В видениях ему явилось осознание добродетели, что её корнем и вершиной является благотворительность.
Как повествует житие святого, он вернулся в своё тело и через два дня снова покинул его, на этот раз не только увидев радости блаженных, но и пережив нападение злых духов, которые попытались помешать его восхождению на небо, но потерпели неудачу, ибо его охраняли ангелы. Он слышал их песнь „Свят, свят, свят, свят Господь Бог Саваоф“.
Летописец Беда Достопочтенный, посвятив св. Фурсе целую главу в „Церковной истории народа англов“, повествуя о видениях святого, пишет, что когда Фурса был вознесён на большую высоту, сопровождавшие его ангелы велели ему повернуться и взглянуть на мир. Обернувшись, он увидел под собой нечто похожее на тёмную долину и четыре огня в воздухе, невдалеке друг от друга. Он спросил ангелов, что это за огни, и получил ответ, что это огни страстей, возмущающих и истощающих мир. Первый из них — обман — нарушение нашего обещания данного при крещении отвергнуть Сатану и все дела его; второй — сластолюбие, когда мы земные блага любим более небесных; третий — раздор, когда мы не боимся ссориться с ближними даже по пустячным поводам; четвёртый — несправедливость, когда мы считаем возможным грабить и обманывать слабых. Постепенно эти огни соединились и образовали одно большое пламя. Святой в страхе сказал ангелу: „Смотри, господин, это пламя совсем рядом“. Ангел же ответил: „Пламя, которым ты не воспламеняешься, не сожжёт тебя; хоть оно кажется большим и ужасным, оно каждого испытывает по его вожделениям, и зло хочет, чтобы все сгорели в этом пламени. Если в телесном обличье человек горит нечистыми страстями, то, высвободившись из тела, он во искупление их сгорает здесь“.
Потом он увидел, как один из трёх ангелов, которые оба раза были его спутниками, устремился вперёд и раздвинул пламя, в то время как двое остальных летели по обеим сторонам от него, заслоняя его от огня. Видел он и демонов, вылетавших из огня и пылавших злобой против праведников»
Ещё Беда описывает обвинения злых духов против святого, защиту его праведниками и видение небесных сонмов, среди которых были и святые его собственного народа, жившие в прошлые времена и знакомые ему понаслышке. От них он узнал о многих вещах, полезных и для него и для всех, кто захочет узнать о них. Когда они закончили рассказывать и вернулись на небо с ангелами, три упомянутых ангела остались с блаженным Фурсой, чтобы вернуть его в оставленное им тело. Когда они достигли пламени, ангел, как и в первый раз, раздвинул огонь; но когда человек Божий двигался через толщу огня, злые духи схватили одного из тех, кто горел там, бросили в него и опалили ему плечо и подбородок. Фурсей же узнал этого человека и вспомнил, что после его смерти взял нечто из его одежды. Ангел схватил того человека и бросил его назад в огонь, а злобный враг сказал: «Не отвергай того, кого признал; ведь раз ты взял вещи у грешника, то разделишь и его кару». Но ангел рядом с ним сказал: «Не из корысти он взял их, но чтобы спасти его душу». Тогда огонь погас, а ангел повернулся к Фурсе и сказал: «Ты обжёгся огнём, который воспламенил тебя, ибо, если бы ты не взял вещи человека, умершего во грехе, тебя не обжёг бы огонь его кары». После этого он посоветовал, как можно спасти того, кто раскается в самый час своей смерти".
Когда Фурса вернулся в своё тело, он всю оставшуюся жизнь носил отметины от огня, которым обжёг его бесплотный дух, и все могли видеть эти следы на его плече и подбородке.
Желание Фурсы иметь рядом своих родственников осуществилось, его братья свв. Фоиллан (англ. Foillan) и св. Ультан (англ. Ultan) пристали к обители. С этих пор Фурса мало занимался административными делами в своём монастыре и, покинув обитель, проповедовал по всей Ирландии, неустанно ободряя всех своими проповедями и примером своих добродетелей, но о своих видениях рассказывал лишь тем, кто его спрашивал, ради их спасения.
Через двенадцать месяцев он получил третье видение. На этот раз, ангел остался с ним целый день, наставлял его в проповеди, и предписал ему двенадцать лет апостольского труда. Св. Фурса, стал «бродячим епископом» как «паломник ради любви Божьей» (peregrinus pro amore Dei). Это было высшим проявлением благочестия, по заслугам превосходящим даже отшельничество. Он проповедовал Слово Божье по всей Ирландии, изгоняя злых духов, рассказывая о своих видениях он ревностно призывая людей к покаянию. Один из современников святого слушавший его проповеди, говорил, что, хотя это происходило зимой, в сильный мороз, и на святом было лишь тонкое одеяние, он весь вспотел, словно в разгар лета — то ли от страха, то ли от радости, разбуженной воспоминаниями.
По истечении лет Фурса со своими братьями Фоилланом и Ультаном удалился от всех земных благ на остров в океане.

## Восточная Англия. Монастырь в Норфолке
Около 633 года, Фурса с группой последователей (в том числе с братьями, священниками Гобаном (англ. Goban) и Дикуллом (англ. Dicuill)) и святыми мощам св. Беаона и св. Мелдана прошёл через страну бриттов и, проповедуя Евангелие, достиг территории Королевства Восточной Англии. Там они были с почётом встречены королём Сигебертом. Король был христианином и, поддерживая миссионеров, выделил Фурсе под монастырь старый римский береговой форт Кнобхересбург, близ современного Ярмута в графстве Норфолк.
Вскоре во время болезни св. Фурсе вновь явилось видение, в котором Ангелы призывали его к большей настойчивости в своих трудах, молитве и миссионерском деле и он с большим рвением принялся за устройство монастыря на Английской земле. Его усилия и личный пример обращали многих в христианство, а уже уверовавшие утверждались в своей вере.
Завершив строительство монастыря св. Фурса пожелал освободиться от всех земных дел. Он оставил управлять монастырём своего брата св. Фоиллана и священников Гобана и Дикулла, а сам, отыскав своего брата Ультана, сделавшегося отшельником, уединился с ним и целый год жил в воздержании и молитвах.
В конце 640 годов, когда земли восточных англов подвергалась набегам язычников из центральной Англии, и монастыри оказались в большой опасности, св. Фурса, в сопровождении монахов, отправился во Францию.
Монастырь в Норфолке процветал до 650 года, но при нападении мерсийцев из Центральной Англии был разграблен, монахи рассеяны. Аббат монастыря Фоиллан, едва избежав смерти, отправился со святыми мощам свв. Беоана и Мелдана во Францию.
Считается, что сейчас на месте монастыря Фурсы находиться замок Бург-Касл. Это место было определено английским историком и археологом Уильямом Кемденом. Историки находят много аргументов против этого места, но не могут договориться о лучшей версии. Археологические раскопки в Бург-Касле, проведённые в 1958—1961 Чарльзом Грином не дали подтверждения версии Кемдена.

## Франция. Монастырь в Ланьи
Приблизительно в 644 году Фурса прибыл на континент, в провинцию Понтье (фр. Ponthieu). Как повествует деяния святого, следуя землями Мезероль (фр. Mézerolles), принадлежащих герцогу Геймону, он совершил чудо — воскресил только что умершего сын герцога. Далее, как описывает католическая энциклопедия, по пути в Нейстрию св. Фурса также совершал чудеса — обратил в веру разбойников, напавших на монахов в лесу близ города Корби, излечил негостеприимного мирянина, отказавшегося приютить усталых путников; вымолил прощения у правителя Перонна для шестерых преступников. Слава о св. Фурсе шла впереди его, и путники были с честью приняты в Перонне майордомом Нейстрии Эрхиноальдом. Фурса был представлен королю франков Хлодвигу II, которому в то время было около 10 лет.
Фурсе было предложено основать монастырь на землях Нейстрии и он выбрал место именуемое в то время Латиньяк (фр. Latiniacum), впоследствии город Ланьи на реке Марне, примерно в двадцати пяти милях от современного Парижа, в то время покрытое тенистыми лесами и изобилующего виноградниками.
Здесь Фурса построил свой монастырь, в состав которого входили три часовни, одна в честь Спасителя Иисуса Христа, вторая — в честь Св. Апостола Петра и третья, более скромная, впоследствии освящённая в честь основателя монастыря.
Многие из его ирландских соотечественников, гонимых язычниками из британских островов, присоединились к нему в новой обители и начали оттуда свой миссионерский путь по Европе. В народе стали называть обитель «Ирландский монастырём» или «Перонской Ирландией» (лат. «Monasterium Scottorum» или «Peronna Scottorum»).
Монастырь процветал и с годами разросся в аббатство св. Петра (l’abbaye Saint-Pierre), впоследствии сформировавшего город Ланьи. При набегах викингов в IX—X веках был превращён в руины. В XII—XIII остатки монастырских стен были восстановлены, и перестроенный монастырь получил новую жизнь. Столетняя война и Французская революция и пожары во времена эпидемии чумы нанесли большой урон монастырю.
В настоящее время в Ланьи-на-Марне сохранились три здания средневековья — церковь св. Петра, укреплённый вход в монастырь на «Площади Фонтана» и Аббатство Девы Марии (фр. «Abbatiale Notre-Dame-des-Ardents»). Также на бывшей территории монастыря находится мэрия города.
На «Площади фонтана» находится фонтан св. Фурсы, источник который его питает, согласно преданиям, возник чудесным образом по молитвам св. Фурсы. Фонтан зачислен в перечень исторических памятников Франции 16 марта 1926.
Рядом с г. Ланьи-на-Марне, около 7 км, с 1992 года открыт «Парижский Диснейленд».

## Кончина. Захоронение в Перонне
Имея определённые предчувствия, что его конец близок, Фурса решил вернуться в Англию, чтобы пригласить в новый монастырь своих братьев Фоиллана и Ультана, и других монахов рассеянных по Восточной Англии. Однако, в пути Фурса был поражён болезнью и умер в Мезероле, там, где ранее совершил чудо воскрешения сына герцога Хеймона.
По велению майордома Эрхиноальда тело было доставлено в Перонн и выставлено на поклонение в церкви (св. Петра) на протяжении приблизительно тридцати дней, пока церковь достроили и освятили. Несмотря на столь длительный срок тело святого выглядело так, словно он только что умер. После этого, с большими почестями Фурса был захоронен возле алтаря. Датой смерти принято считать 16 января 650 года.
В произведениях искусства св. Фурса иногда изображается в сопровождении двух волов (в частности — скульптура в церкви Св. Иоанна Крестителя в Перонне). Это напоминает о предании согласно которому, между герцогом Хеймоном и майордомом Эрхиноальдом возник спор о месте, где следует захоронить тело Фурсы, так как герцог настаивал, на том, что тело должно быть захоронено в месте смерти, тем более, что место отмечено чудом воскрешения. Спорщики решили положиться на Божью волю. Тело поместили на колесницу запряжённую двумя волами. Было решено — где телега остановится, на тех землях следует и захоронить святого. Так или иначе, тело доставили в Перонн.
Эпизод с колесницей интерпретировалось как Суд Божий. Аналогичный эпизод использовался в Арморике со Санкт-Ронаном пп VI.
Впоследствии для его мощей была специально изготовлена новая рака (выполнена в форме «домика», якобы Св. Элигием).
9 февраля 654 года тело Фурсы было перезахоронено в восточной стороне от алтаря. По данным историков тело не подверглось тлению за это время, что в определённом представлении служит дополнительным признаком истинной святости. Церемония захоронения прошла с большими почестями.
Мощи святого были перезахоронены в 1056 году. Следующее перезахоронение святого произошло в 1256 году при короле Людовике IX, следовавшем из крестового похода. Новое святилище было богато украшено, при церемонии король поставил свою печать на гроб.
Реликвии сильно пострадали при Французской Революции и прусских бомбардировках 1870 годах.

## Св. Фурса в современном мире. Почитание
В настоящие дни, как и ранее, Св. Фурса для многих является примером праведности и источником вдохновения, покровителем и защитником.
Память о нём увековечена во множестве во фресках, скульптурах, витражах, отражена в литературе. Святого почитают во многих христианских концессиях, особенно в Ирландии, Франции и Англии.
Св. Фурса является официальным покровителем г. Перонн и г. Ланьи-на-Марне. В Перонне главная улица города носит имя Св. Фурсы (Rue Saint Fursy), в его честь назван фонтан Св. Фурсы и улица фонтана Св. Фурсы. (Rue de La Fontaine S.Fursy). В г. Ланьи-на-Марне — также улица Св. Фурсы, площадь Св. Фурсы и фонтан Св. Фурсы.
Флаг Перонн
Сегодня на землях монастырей святого его имя носят:
- Школа Св. Фурсы в Хаггардстауне[14], графство Лаут, провинция Ленстер, Ирландия (построена в 1854 году).
- Церковь Св. Фурсы в г. Ланьи-на-Марне[15]
- Центр паломничества св. Фурсы в Норфолке[16]
- Церковь Св. Фурсы, Деканат Антиохийской православной церкви в Великобритании и Ирландии.[17]
- Дом Святого Фурсы в Норфолке. (Англия)[18]

## Молитва Святому Фурсе
«The arms of God be around my shoulders,
The touch of the Holy Spirit upon my head,
The sign of Christ’s cross upon my forehead,
The sound of the Holy Spirit in my ears,
The fragrance of the Holy Spirit in my nostrils,
The vision of heaven in my eyes,
The conversation of heaven’s company on my lips,
The work of God’s church with my hands,
The service of God and my neighbour in my feet,
A home for God in my heart,
And to God, the father of all, my entire being.»
AMEN.
Свободный перевод молитвы на русский язык:
«Руки Господни над плечами моими,
Дух Святой над моей головой,
Печать Святого Креста на челе моём,
Звук Духа Святого в ушах моих,
Благоухание Святого Духа во мне,
Видения Небесные пред очами моими,
Общения с силами небесными на моих устах,
Дела Святой Церкви в руках моих,
Служение Богу и ближнему моему в ногах моих,
Дом Господа в сердце моём,
Богу, Отцу всего сущего всё существо моё.
Аминь.»